# Симон, Лови
Лови Симон Оппонг (англ. Lovie Simone Oppong, род. 29 ноября 1998, Нью-Йорк) — американская актриса. Наиболее известна по роли Зоры Гринлиф в драматическом сериале «Гринлиф».

## Биография
Симон родилась в Нью-Йорке в Бронксе, а выросла в округе Ориндж, штат Нью-Йорк. Училась в Средней школе Монро-Вудбери с первого по выпускной класс. Её мама афроамериканка, а отец ганец. У неё есть сестра-близнец по имени Юри, она сочиняет музыку под псевдонимом Reiyo The Giant, а также младшие брат и сестра. Она училась в школе актёрского мастерства в Нью-Йорке, снималась в рекламе JCPenney.
В 2016 году Симон начала сниматься в драматическом сериале кабельного канала OWN «Гринлиф». Она играла Зору Гринлиф, дочь Кириссы (Ким Хоторн) и Джейкоба Гринлиф (Ламман Ракер). В 2018 году Симон дебютировала в кино в роли второго плана вместе с Дженнифер Хадсон в драматическом фильме «Монстр», премьера которого состоялась на кинофестивале «Сандэнс». В следующем году она появилась в двух драматических фильмах, премьеры которых состоялась также на «Сандэнсе»: «Репост» и главная роль в «Села и Пики». Оба фильма получили положительные отзывы критиков. В 2020 году Симон сыграла одну из главных ролей в фильме ужасов сценариста и режиссера Зои Листер-Джонс «Колдовство: Новый ритуал», продолжении фильма 1996 года «Колдовство».
В 2021 году Симон появилась в первом сезоне криминального драматического сериала Starz «Власть в ночном городе. Книга третья: Юность Кэнена», это приквел и второй спин-офф сериала «Власть в ночном городе». В 2022 году она появилась в историческом фильме «Прогулка», а в 2023 году в научно-фантастическом триллере «57 секунд». В 2024 году Симон появилась в главной роли в историческом сериале Apple TV+ «Охота за убийцей».

## Фильмография
| Год       |   | Русское название                                    | Оригинальное название         | Роль            |
| --------- | - | --------------------------------------------------- | ----------------------------- | --------------- |
| 2016—2020 | с | Гринлиф                                             | Greenleaf                     | Зора Гринлиф    |
| 2017      | с | Оранжевый — хит сезона                              | Orange Is the New Black       | Жасмин          |
| 2017      | с | Голубая кровь                                       | Blue Bloods                   | Джина Уокер     |
| 2018      | ф | Монстр                                              | Monster                       | Рене Пикфорд    |
| 2019      | ф | Репост                                              | Share                         | Дженна          |
| 2019      | ф | Села и Пики                                         | Selah and the Spades          | Села Саммерс    |
| 2020      | ф | Колдовство: Новый ритуал                            | The Craft: Legacy             | Табби           |
| 2020      | с | Социальная дистанция                                | Social Distance               | Аяна            |
| 2021      | с | Власть в ночном городе. Книга третья: Юность Кэнена | Power Book III: Raising Kanan | Давина Харрисон |
| 2022      | ф | Прогулка                                            | The Walk                      | Венди Роббинс   |
| 2023      | ф | 57 секунд                                           | 57 Seconds                    | Джейла          |
| 2024      | с | Охота за убийцей                                    | Manhunt                       | Мэри Симмс      |